# Dimítrios Kourétas
 (avril 2020).
Si vous disposez d'ouvrages ou d'articles de référence ou si vous connaissez des sites web de qualité traitant du thème abordé ici, merci de compléter l'article en donnant les références utiles à sa vérifiabilité et en les liant à la section « Notes et références ».
Dimítrios « Dimítris » Kourétas (grec moderne : Δημήτριος «Δημήτρης» Κουρέτας ; Chrysovítsi, 8 juillet 1901 - Athènes, 14 mai 1984) est un psychiatre et un psychanalyste grec, disciple de Marie Bonaparte.
Après des études à l'Université d'Athènes, Dimítrios Kourétas part compléter sa formation en France, à l'École de médecine de Lyon. Après des stages à l'hôpital de la Salpêtrière et au Val-de-Grâce, il revient en Grèce, où il exerce dans différentes institutions. Nommé professeur à la faculté de Médecine d'Athènes en 1933 puis à celle de Thessalonique en 1942, il démissionne en 1948. En 1964, il reçoit finalement la chair de psychiatrie de l'Université d'Athènes.
Après une analyse didactique avec Andréas Embiríkos et Marie Bonaparte, il entre dans le cercle des tout premiers psychanalystes grecs. En 1950, il devient membre de la Société psychanalytique de Paris.

## Publications
- « Le complexe d'Io dans Les suppliantes et le Prométhée enchaîné d'Eschyle », Revue française de psychanalyse, Paris, vol. 13, n°3, 1949, p. 445-460.
- « Sur un cas de névrose à base d’envie du pénis », Revue française de psychanalyse, Paris, vol. 14, n°4, 1950.
- « Psychanalyse et mythologie : la névrose sexuelle des Danaïdes », Revue française de psychanalyse, Paris, vol. 21, n°4, 1957, p. 597-602.
- « De Freud à Hippocrate ». Revue Française de Psychanalyse, Paris, vol. 22, 1958, p. 733-736.
- « Aspects modernes des cures psychothérapiques pratiquées dans les sanctuaires de la Grèce antique », Revue française de psychanalyse, Paris, n°3-4, 1962.
- « La pratique de la thérapie dans le temple d’Amphiaraos », Revue de Médecine Psychosomatique, Paris, vol. 7, n°1, 1965.
- « La mélancolie d’Achille », Évolution psychiatrique, Paris, 42, n°3, 1977.